# ウォーリア (装甲巡洋艦)
ウォーリア (HMS Warrior) は1905年進水のイギリス海軍の装甲巡洋艦。ウォーリア級。

## 艦歴
ペンブルック工廠で建造。1905年11月25日進水。1906年12月12日竣工。竣工後1913年まで本国艦隊に所属した。それから地中海艦隊に編入された。
第一次世界大戦開戦時、ゲーベン追跡戦に参加。1914年12月にはグランドフリートに加わる。
1916年5月31日のユトランド沖海戦時は、「ウォーリア」はロバート・アーバスノット少将が指揮する第1巡洋艦戦隊に所属していた。この海戦で戦隊の巡洋艦は4隻中「ウォーリア」を含め3隻が失われた。ドイツ軽巡洋艦攻撃の際、「ウォーリア」はドイツの巡洋戦艦から砲撃を受けた。この攻撃で「ウォーリア」は大きく損傷し、機関室も破壊され浸水した。「ウォーリア」の生存者743名は水上機母艦「エンガディン」に移り、「ウォーリア」は「エンガディン」によって曳航された。しかし、6月1日8時25分に「ウォーリア」は放棄され、その後沈没した。